# 李乙植
李 乙植（イ・ウルシク、朝鮮語: 이을식、1906年 - 2007年5月1日）は、日本統治時代の朝鮮の独立運動家、大韓民国の政治家。第3代全羅南道知事。本貫は全州李氏。

## 経歴
本籍は全羅南道、現在の全羅北道群山市出身。14歳の時に三・一運動に加わった際には巡査に首のあたりを殴られたことにより気絶したほか左足を負傷し、その後清渓川沿いに放置されていた。このとき通りかかった行商の夫婦に呻吟する声が届いたことにより、スカートで足の血管を保護され病院に運ばれた。以降一生跛行の状態となった。1926年に夜間の学習塾を経営し、ソウル特別市社会局長を務めた。1951年12月17日から1953年11月22日までは麗順事件の収拾のために第3代全羅南道知事を務め、在任中は第2代知事の朴哲洙が任期中に挙がった案である全南大学校の設立などを行った。2005年6月11日には他の全羅北道知事歴任者らと共に全羅南道庁を訪れ、意見交換を行なった。このほか、歴代の全羅南道知事の集まりである知友会長を務めた。2007年5月1日に死去。享年102。

## 逸話
- 5歳の時から米は雑穀米を食べていたという。このことが健康の秘訣であると語っている[3]。
- 質素な麻織物と木綿の服を好んで着用し、知事を務めていた時には『麻衣道伯（道伯: 道知事の古い言い回し）』というあだ名がついた[3]。
- 知事時代に視察を行った際、光州川（朝鮮語版）にいた捨て子を官舎に連れて帰り身体を洗った。このほか、自身の給料とソウル特別市の住居を貧民の救済に使っていた[6]。
- 全南大学校の設立について全羅南道議会（朝鮮語版）で議論した際、はじめ、政府からの予算支援がないことを理由に反対されたが、後世への教育の必要性を主張し、この説得によりやがて全会一致で設立案が可決した[1]。